# Xenojulis margaritaceus
Xenojulis margaritaceus е вид лъчеперка от семейство Labridae, единствен представител на род Xenojulis.

## Разпространение
Видът е разпространен в Австралия, Индонезия, Папуа Нова Гвинея, Провинции в КНР, Тайван, Филипини и Япония.